# Portia deciliata
Portia deciliata är en spindelart som beskrevs av Embrik Strand 1907. Portia deciliata ingår i släktet Portia och familjen hoppspindlar. Inga underarter finns listade i Catalogue of Life.